# دل‌انگیزترین لحظه
دل‌انگیزترین لحظه (به انگلیسی: The Loveliest Time) هفتمین آلبوم استودیویی از خوانندهٔ کانادایی کارلی ری جپسن می‌باشد که در ۲۸ ژوئیهٔ سال ۲۰۲۳ از سوی ۶۰۴، اسکول‌بوی و اینترسکوپ رکوردز منتشر گردید.